# Omer Huylebrouck
Francies Omer (Omer) Huylebrouck (Woubrechtegem, 19 maart 1923 - 14 september 1992) was een Belgisch volksvertegenwoordiger.

## Levensloop
Huylebrouck werd beroepshalve notaris en plaatsvervangend vrederechter. Tijdens de Tweede Wereldoorlog was hij actief als verzetsstrijder.
Hij engageerde zich binnen de Brusselse federatie van de unitaire liberale partij PVV-PLP, waar hij aanvankelijk tot de Nederlandstalige leden behoorde. Na aanhoudende spanningen met de Franstaligen over het communautaire beleid in de Brusselse agglomeratie en de Brusselse Rand beslisten de Vlaamse liberalen zich in 1968 af te splitsen van de Brusselse federatie. Huylebrouck, die als een gematigde Vlaming werd gezien, bleef echter deel uitmaken van de federatie en zou voor de rest van zijn leven politiek actief blijven voor de Franstalige liberalen. 
Voor de PLP werd Huylebrouck in 1970 verkozen tot gemeenteraadslid van Anderlecht, waar hij van 1983 tot aan zijn overlijden in 1992 schepen was. Van 1971 tot 1978 zetelde hij tevens in de provincieraad van Brabant en in 1971 werd hij bovendien verkozen in de Brusselse Agglomeratieraad. Toen de Brusselse liberalen in januari 1973 hun banden met de Vlaamse en Waalse liberalen volledig verbraken uit onvrede met het Brusselse beleid van de regering-Leburton, een tripartite van christendemocraten, socialisten en liberalen, trad Huylebrouck toe tot de Parti Libéral Démocrate et Pluraliste (PLDP), sinds 1974 Parti Libéral Bruxellois (PL) genaamd. In 1979 fuseerde de PL met de Waalse liberalen van het PRLW tot de PRL. Voor deze partij zetelde Huylebrouck van 1981 tot 1985 in de Kamer van volksvertegenwoordigers, als verkozene voor het arrondissement Brussel.